# Niphoparmena jeanneli
Niphoparmena jeanneli är en skalbaggsart som först beskrevs av Jean François Villiers 1940.  Niphoparmena jeanneli ingår i släktet Niphoparmena och familjen långhorningar. Inga underarter finns listade i Catalogue of Life.